# Молль, Альберт
Альберт Молль (нем. Albert Moll; 4 мая 1862, Лисса, провинция Позен — 23 сентября 1939, Берлин) — немецкий врач, психиатр, сексолог, исследователь гомосексуальности. Вместе с Иваном Блохом и Магнусом Хиршфельдом считается основателем современной сексологии. Также Молль — один из первых учёных, применивших гипноз в своих исследованиях.
Молль родился в семье еврейского торговца, который однако позднее перешёл в протестантизм. Изучал медицину в университетах Бреслау, Фрайбурга, Йены и Берлина. В Берлине под руководством Рудольфа Вирхова он защитил диссертацию по теме «Анатомия суставов». В последующие годы активно занимался изучением сексуальности человека.
В 1933 году, несмотря на всю лояльность к нацистскому режиму, Молль подвергался преследованиям и был лишён всех своих научных званий и титулов. В 1939 году он умер в своей берлинской квартире от естественных причин.

## Научные труды

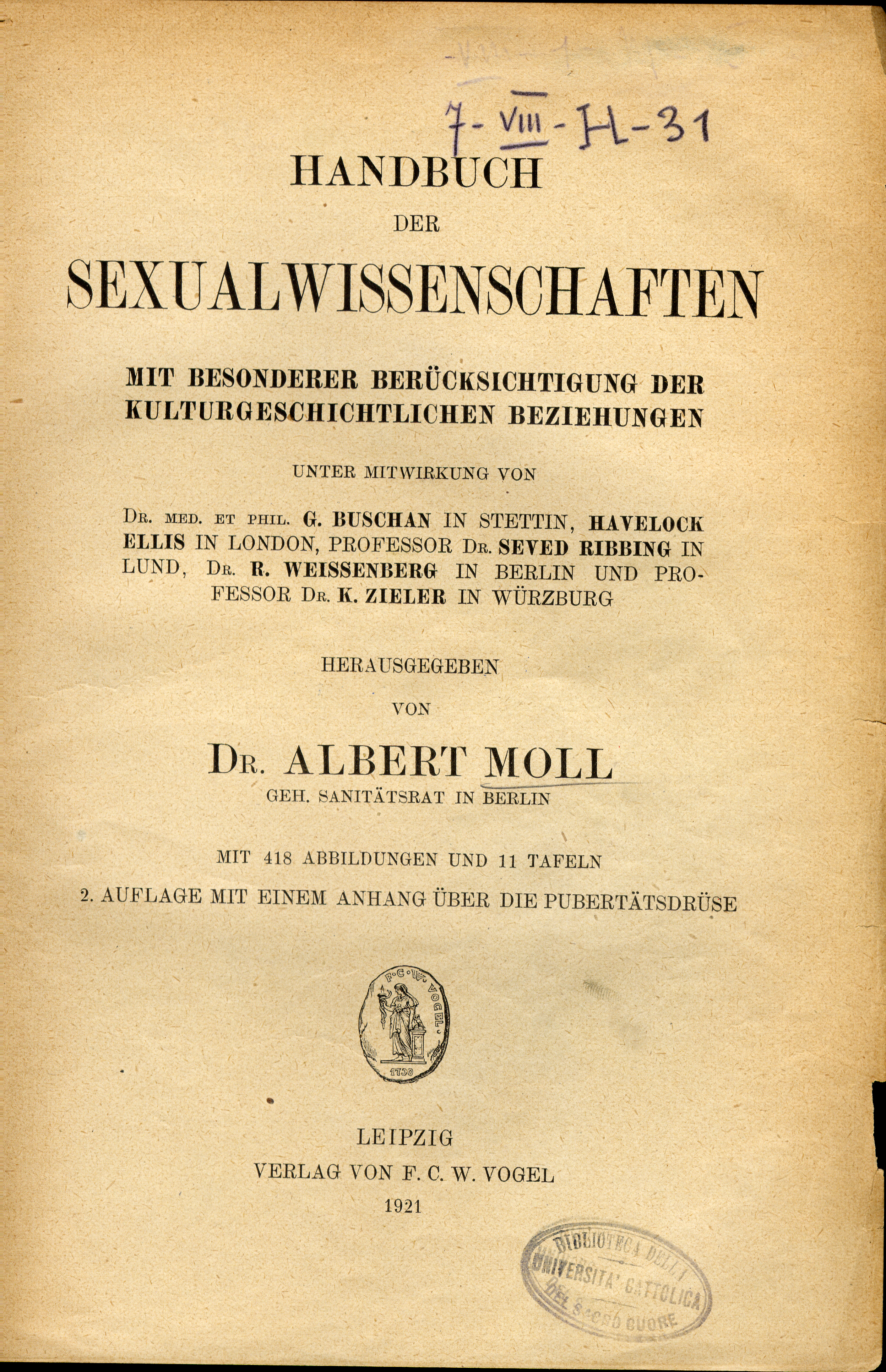
Handbuch der Sexualwissenschaften, переиздание 1921 года.

- Die Hypnose (Lehrbuch), 1889
- Die konträre Sexualempfindung Архивная копия от 29 марта 2010 на Wayback Machine, Fischer’s Medicinische Buchhandlung, Berlin 1891, 296 Seiten, (Die Conträre Sexualempfindung)
2., vermehrte Auflage: Fischer’s Medicinische Buchhandlung, Berlin 1893, 394 Seiten
3., teilweise umgearbeitete und vermehrte Auflage: Fischer’s Medicinische Buchhandlung, Berlin 1899, 651 Seiten
4. Auflage: Berlin 1914
- Der Rapport in der Hypnose. Untersuchungen über den tierischen Magnetismus, Ambrosius Abel, Leipzig 1892
- Untersuchungen über die Libido Sexualis, Kornfeld, Berlin 1897
- Ärztliche Ethik. Die Pflichten des Arztes in allen Beziehungen seiner Thätigkeit, Stuttgart 1902
- Wann dürfen Homosexuelle heirathen?, Berlin 1902
- Wie erkennen und verständigen sich die Homosexuellen untereinander?, Aufsatz, 1902
- Гипнотизм. В общедоступном изложении. СПб, "С-Петербургская Электропечатня", 1902
- Sexuelle Perversionen, Geisteskrankheit und Zurechnungsfähigkeit, Berlin 1905
- Das Sexualleben des Kindes, Hermann Walther Verlagsbuchhandlung, Berlin 1909
- Handbuch der Sexualwissenschaften mit besonderer Berücksichtigung der kulturgeschichtlichen Beziehungen, F. C. W. Vogel, Leipzig 1911, 1029 Seiten
2. Auflage mit einem Anhang über die Pubertätsdrüse, F. C. W. Vogel, Leipzig 1921
3. Überarbeitete Auflage: Vogel, Leipzig 1926, 1302 Seiten
- Berühmte Homosexuelle in: Grenzfragen des Nerven- und Seelenlebens, Bd. 75, Wiesbaden 1914 oder 1920 oder 1910
- Der Hypnotismus, Berlin 1924
- Prophezeien und Hellsehen. Wege zur Erkenntnis, Franckh’sche Verlagshandlung, Stuttgart 1922
- Der Spiritismus. Wege zur Erkenntnis, Franckh’sche Verlagshandlung, Stuttgart 1925, 100 Seiten
- Polizei und Sitte, Gersbach & Sohn, Berlin 1926
Gesamttitel: Wilhelm Abegg (Hrsg.): Die Polizei in Einzeldarstellungen, Band 9
- Psychologie und Charakterologie der Okkultisten, 1929
- Ein Leben als Arzt der Seele. Erinnerungen (Autobiographie), Carl Reissner, Dresden 1936